# Surface Bundle
Surface bundle es un fibrado por superficie, es decir la fibra es una 2-variedad y sobre alguna base -en símbolos: 
{\displaystyle F\subset E\to B}
donde E el fibrado (o espacio total), F es la fibra (espacio fibra) y B la base del fibrado (espacio base del fibrado), siendo casos importantes:
1. Fibrar sobre el círculo {\displaystyle S^{1}} y es por lo tanto un tipo de 3-variedad. Una castellanización de este nombre puede ser F-fibrado sobre B, o bien fibrado por superficies sobre B.
2. Fibrar sobre otra superficie. Es este caso reciben el nombre de surface bundle over a surface y son una clase de 4-variedades.

No son importantes los fibrados-por-superficie que tengan una base que sea contraíble desde el punto de vista homotópico, pues en este caso, el fibrado es trivial, es decir, homeomorfo a {\displaystyle F\times B}
Cuando la base es un círculo el espacio es un surface bundle over the circle. Estos fibrados están clasificados por clases de isotopía de auto-homeomorfismos; {\displaystyle F{\stackrel {[f]}{\to }}F}. 

## Construcción
Sea F una superficie cerrada.
Si tenemos el producto cartesiano {\displaystyle \scriptstyle F\times I}, entonces vamos a utilizar un homeomorfismo {\displaystyle \scriptstyle \phi \colon F\to F} para identificar las tapas {\displaystyle \scriptstyle F\times \{0\}} con {\displaystyle \scriptstyle F\times \{1\}} usando la fórmula
{\displaystyle (x,0)}{\displaystyle \sim }{\displaystyle (\phi (x),1)}
así el nuevo espacio {\displaystyle E_{\phi }={\frac {F\times I}{\sim }}}
es el F-fibrado sobre {\displaystyle S^{1}} determinado por {\displaystyle \phi }
Si {\displaystyle \phi } es el mapa identidad de F, el fibrado es {\displaystyle F\times S^{1}}.
Cuando {\displaystyle \phi } no está en la clase de isotopía de la identidad
el fibrado {\displaystyle E_{\phi }=F\times _{\phi }S^{1}} se dice twisted surface bundle. 
Para la 2-esfera hay dos {\displaystyle S^{2}\times S^{1}} y {\displaystyle S^{2}{\stackrel {\sim }{\times }}S^{1}}.
Se distingue entre fibrados que utilizan superficies cerradas (compactas y sin frontera) para obtener fibrados sin frontera. Además usando la clasificación de las superficies obtenemos
- {\displaystyle O_{g}\subset E\to B}
- {\displaystyle N_{k}\subset E\to B}

sobre alguna base B de dimensión uno. 
Como los fibrados sobre la recta numérica {\displaystyle \mathbb {R} ^{1}}  (o intervalos conexos) son triviales (i.e. solo obtenemos {\displaystyle E=F\times \mathbb {R} ^{1}}), por eso hay más riqueza al estudiar fibrados sobre el círculo, {\displaystyle S^{1}}. 
- Datos: Q7645952